# 歐羅巴中心

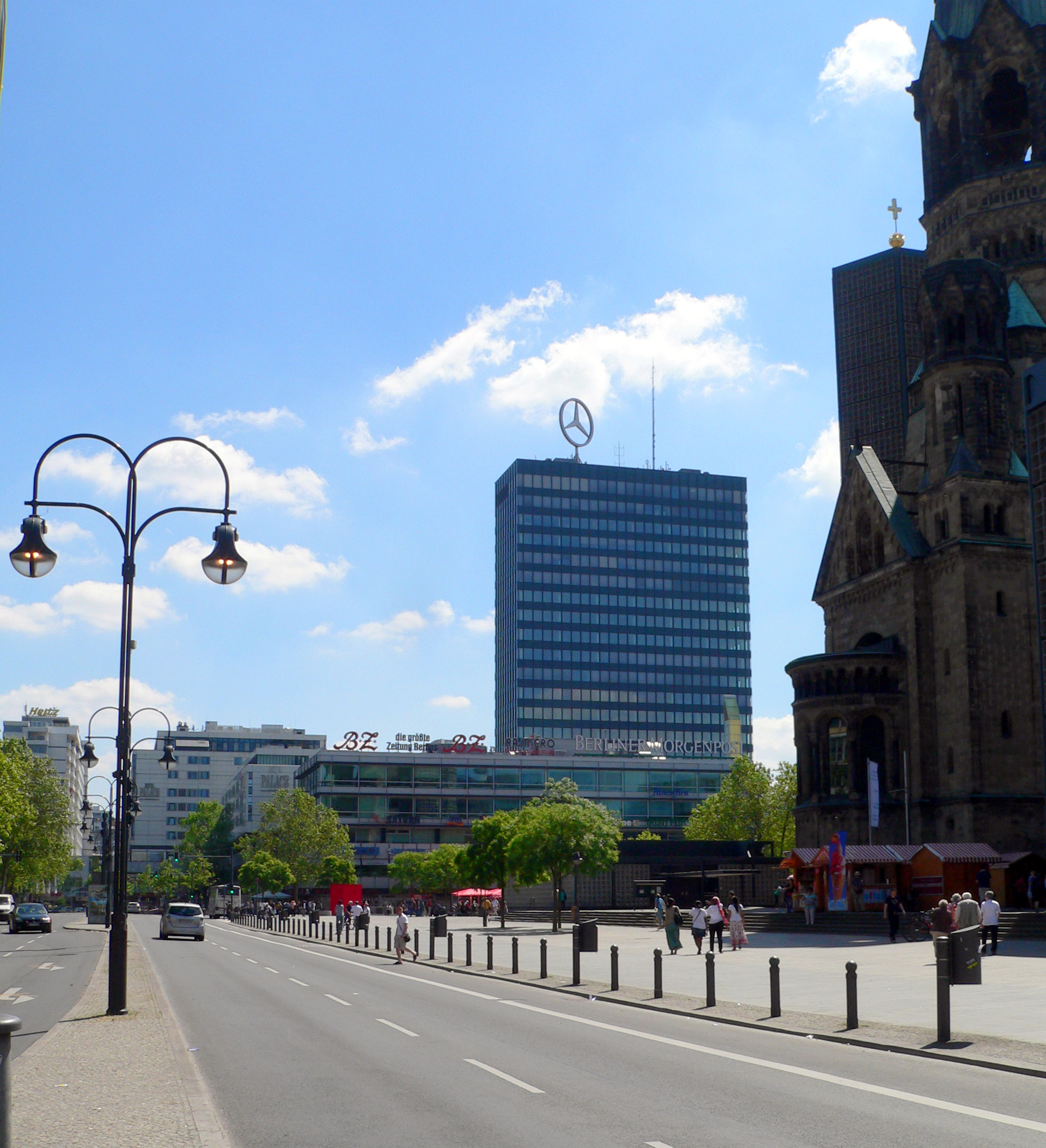
布賴特沙伊德廣場和歐羅巴中心

歐羅巴中心（Europa-Center）是位於德國柏林布賴特沙伊德廣場的一個建築群，包括了一個購物中心和一棟修建於1963年至1965年，高86（282英尺）的大樓。

## 历史
歐羅巴中心修建於1963年至1965年期間，現在是歷史保護建築。在歷史上這裡曾是一座羅馬復興式建築，但在1943年毀於空襲。歐羅巴中心樓頂上的賓士標準極為醒目，重達1.5萬公斤，直徑10米。

## 外部連結
- Website of the Europa-Center in Berlin （页面存档备份，存于） (English version)

52°30′16″N 13°20′20″E / 52.50444°N 13.33889°E